# イルダ・ストリク
イルダ・ストリク（Hilda Strike、1910年9月1日 - 1989年3月9日）は、カナダの陸上競技選手。1932年ロサンゼルスオリンピックの銀メダリストである。
ケベック州モントリオールに生まれ、オンタリオ州オタワにて生涯を終えた。

## 経歴
ストリクは、1932年ロサンゼルスオリンピックでは100m走、4×100mリレーに出場。100m走はポーランドのスタニスラワ・ワラシェビッチに次いで銀メダルを獲得。4×100mリレーにはメアリー・フリッツェル、ミルドレッド・フィッツェル、リリアン・パルマーとともに出場し、アメリカに次いで銀メダルを獲得した。